# Serrahn (Carpin)

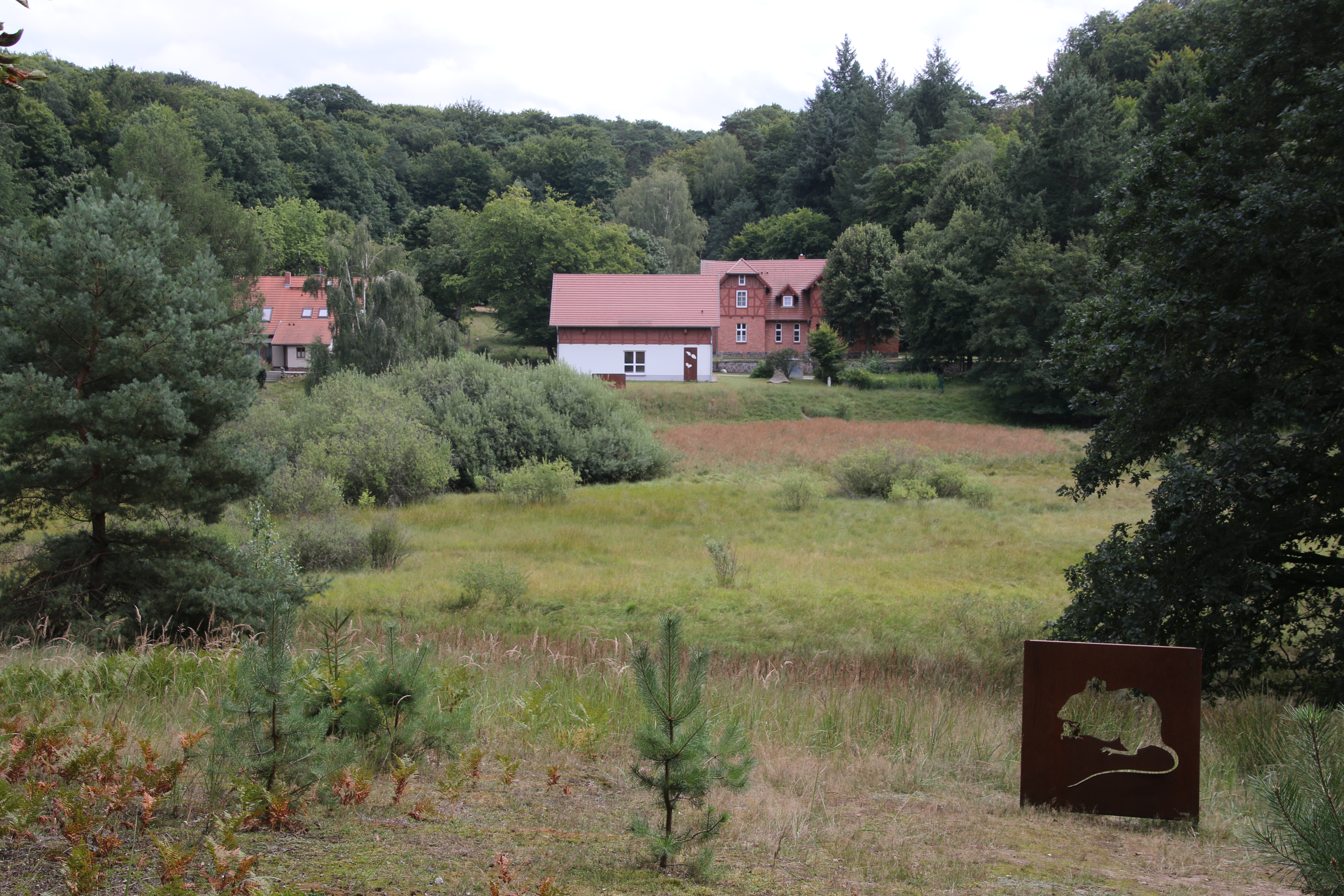
V. l. n. r. Privathaus, Ausstellungsgebäude und Forsthaus in Serrahn

Serrahn ist ein zur Gemeinde Carpin im Landkreis Mecklenburgische Seenplatte gehöriger Waldort in den Endmoränen bei Neustrelitz im Stargarder Land (Mecklenburg-Vorpommern), heute im Ostteil des Müritz-Nationalparks gelegen. Die Serrahner Berge erreichen 113,7 m ü. NHN.
Zu DDR-Zeiten bereits als Naturschutzgebiet und Sitz des größeren Staatsjagdgebiet „Wildforschungsgebiet Wilhelminenhof“ bekannt, war es zuvor Jagdgebiet und forstbotanische Versuchsanlage der Herzöge von Mecklenburg-Strelitz. Ab 1949 war der engagierte Naturschützer Hubert Weber Revierförster in Serrahn, er baute die Vogelschutz- und spätere Naturschutzstation auf und leitete sie bis 1982.
Am 25. Juni 2011 wurde ein 268 Hektar großer Bereich des Serrahner Waldgebietes Teil des UNESCO-Weltnaturerbes Buchenurwälder und Alte Buchenwälder der Karpaten und anderer Regionen Europas. Im Forsthaus Serrahn unterhält der Müritz-Nationalpark die Nationalpark-Information Serrahn mit Ausstellung über den örtlichen Buchenwald.